# Hilara armata
Hilara armata är en tvåvingeart som beskrevs av Collin 1933. Hilara armata ingår i släktet Hilara och familjen dansflugor. Inga underarter finns listade i Catalogue of Life.